# Adrien Hunou
Adrien Hunou (Évry, Essonne, 19 de enero de 1994) es un futbolista francés que juega en la posición de centrocampista y desde 2025 milita en el Clermont Foot 63 de la Ligue 2 de Francia. Ha representado a su selección a nivel sub-18, sub-19 y sub-20.

## Trayectoria

### Clubes
El 24 de agosto de 2013 jugó el partido contra el Evian Thonon Gaillard por la liga que finalizó a favor del Stade Rennais por 2:1; ingresó al campo de juego al minuto 87, en reemplazo de Nélson Miguel Castro Oliveira. Tiempo después, fue cedido sin opción de compra al Clermont Foot Auvergne de la segunda división de fútbol francés. La siguiente temporada, se fue nuevamente a préstamo al Clermont Foot Auvergne. En la temporada 2015-16, realizó siete goles y cinco asistencias, por lo que fue elegido mejor jugador del equipo esa campaña.
El 21 de septiembre de 2016, ya de vuelta en el Stade Rennais, anotó un gol en la derrota por 3:2 frente al Olympique de Marsella, en los minutos 86 y 90. El 25 de octubre de 2017, por los dieciseisavos de final de la Copa de la Liga, Hunou marcó el tanto de la victoria al minuto 87 del encuentro frente al Dijon F. C. O. El 10 de enero de 2018, en un partido por la misma competición, le marcó dos goles al Toulouse F. C. El 30 de enero, el Stade Rennais quedó eliminado de la Copa de la Liga tras perder en las semifinales con el París Saint-Germain por 3:2. Hunou entró al campo de juego al minuto 64, en lugar de Ismaïla Sarr.
El 23 de abril de 2021 puso fin a su estancia en el conjunto bretón, habiendo jugado 160 partidos en los que anotó 36 goles, para marcharse a los Estados Unidos y jugar en el Minnesota United FC. Allí estuvo algo más de un año, volviendo a Francia para la temporada 2022-23 después de firmar con el Angers S. C. O. hasta 2025. Cuando su contrato expiró, regresó al Clermont Foot 63.

### Selección nacional
Hunou ha representado a su selección a nivel sub-18 (con la cual disputó seis encuentros y marcó un gol), sub-19 (quince partidos y cuatro anotaciones) y sub-20, con la que disputó doce partidos y anotó dos goles. Con la categoría sub-19, en 2013 jugó el Campeonato Europeo de la UEFA. En la primera ronda, Hunou anotó dos goles, a Turquía y Serbia. Francia obtuvo el segundo lugar tras perder contra los serbios en la final.
En 2014 disputó con su selección el Torneo Esperanzas de Toulon, donde le hizo un gol al seleccionado mexicano en el tercer encuentro de la fase de grupos. Hunou jugó la final del torneo, donde los franceses fueron derrotados por Brasil. También participó en el Torneo Esperanzas de Toulon del siguiente año, donde Francia integró el grupo B junto a las selecciones de Catar, Costa Rica, Estados Unidos y Países Bajos. Hunou marcó un gol en el partido contra Catar, que finalizó con marcador 2:0. Los franceses ganaron el campeonato tras vencer 3:1 a Marruecos en la final.

## Estadísticas
La siguiente tabla detalla los encuentros disputados y los goles marcados por Hunou en los clubes en los que ha militado.
| Club                           | Temporada     | Liga | Liga | Liga | Copas nacionales * | Copas nacionales * | Copas nacionales * | Copas internacionales | Copas internacionales | Copas internacionales | Total | Total | Total |
| Club                           | Temporada     | PJ   | G    | A    | PJ                 | G                  | A                  | PJ                    | G                     | A                     | PJ    | G     | A     |
| ------------------------------ | ------------- | ---- | ---- | ---- | ------------------ | ------------------ | ------------------ | --------------------- | --------------------- | --------------------- | ----- | ----- | ----- |
| Stade Rennais F. C. Francia    | 2013-14       | 16   | 0    | 0    | 4                  | 1                  | 0                  | -                     | -                     | -                     | 20    | 1     | 0     |
| Stade Rennais F. C. Francia    | Total         | 16   | 0    | 0    | 4                  | 1                  | 0                  | 0                     | 0                     | 0                     | 20    | 1     | 0     |
| Clermont Foot Auvergne Francia | 2014-15       | 12   | 4    | 0    | 0                  | 0                  | 0                  | -                     | -                     | -                     | 12    | 4     | 0     |
| Clermont Foot Auvergne Francia | 2015-16       | 33   | 7    | 6    | 2                  | 0                  | 0                  | -                     | -                     | -                     | 35    | 7     | 6     |
| Clermont Foot Auvergne Francia | Total         | 45   | 11   | 6    | 2                  | 0                  | 0                  | 0                     | 0                     | 0                     | 47    | 11    | 6     |
| Stade Rennais F. C. Francia    | 2016-17       | 22   | 1    | 0    | 2                  | 0                  | 0                  | -                     | -                     | -                     | 24    | 1     | 0     |
| Stade Rennais F. C. Francia    | 2017-18       | 24   | 5    | 1    | 4                  | 3                  | 0                  | -                     | -                     | -                     | 28    | 8     | 1     |
| Stade Rennais F. C. Francia    | 2018-2019     | 19   | 7    | 1    | 4                  | 2                  | 0                  | 6                     | 2                     | 0                     | 29    | 11    | 1     |
| Stade Rennais F. C. Francia    | Total         | 46   | 6    | 1    | 6                  | 3                  | 0                  | 0                     | 0                     | 0                     | 52    | 9     | 1     |
| Total carrera                  | Total carrera | 126  | 24   | 8    | 16                 | 6                  | 0                  | 6                     | 2                     | 0                     | 150   | 32    | 8     |

- (*) Copa de la Liga de Francia y Copa de Francia.

## Palmarés

### Títulos nacionales
| Título          | Club                | País    | Año  |
| --------------- | ------------------- | ------- | ---- |
| Copa de Francia | Stade Rennais F. C. | Francia | 2019 |